# Situl arheologic de la Sultana-Malul Roșu
Situl arheologic de la Sultana-Malul Roșu este un obiectiv aflat pe teritoriul comunei Mânăstirea din județul Călărași, pe o terasă înaltă aflată pe partea dreaptă a văii Mostiștea, pe malul lacului Iezerul Mostiștea, care face parte din Repertoriul Arheologic Național (RAN) cu codul 104216.03. De asemenea, este înscris în Lista Monumentelor Istorice cu Codul LMI CL-I-s-A-14579. Rezultatele cercetărilor au relevat o stratigrafie ce prezintă următoarele niveluri:
- o așezare din neoliticul mijlociu al culturii Boian;
- o așezare din eneolitic cu fazele culturii Gumelnița A1, A2 și B1;
- o necropolă din eneolitic cu fazele Boian, Gumelnița și Cernavodă;
- o așezare din epoca bronzului timpuriu a culturii Cernavodă II;
- un mormânt din epoca bronzului;
- o așezare a culturii Hallstatt.

Punct Malul Roșu a fost identificat în urma cercetărilor de teren efectuate de Radu Vulpe, săpăturile inițiale au fost efectuate de Ion Andrieșescu în anul 1923. Între anii 1958 - 1974, Barbu Ionescu, de la Muzeul Civilizației Gumelnița din Oltenița a efectuat aici numeroase sondaje arheologice, iar în anii 1974 -1983 s-au efectuat săpături arheologice de salvare de mare amploare de către Constantin Isăcescu de la Muzeul Județean „Teohari Antonescu” din Giurgiu, care a stabilit și stratigrafia stațiunii. Din anul 2002 se desfășoară cercetări arheologice sistematice de Muzeul Dunării de Jos din Călărași de un colectiv condus de cercetătorul Radian-Romus Andreescu de la Muzeul Național de Istorie a României. Pe baza unei informații de la Radu Vulpe, E. Comșa a susținut că în anul 1923 în timpul săpăturilor efectuate de Ion Andrieșecu s-ar fi decoperit și un fragment ceramic care aparține culturii Boian, faza Bolintineanu. Stratul de cultură măsoară între 2,50 m și 4 m.

## Localizare

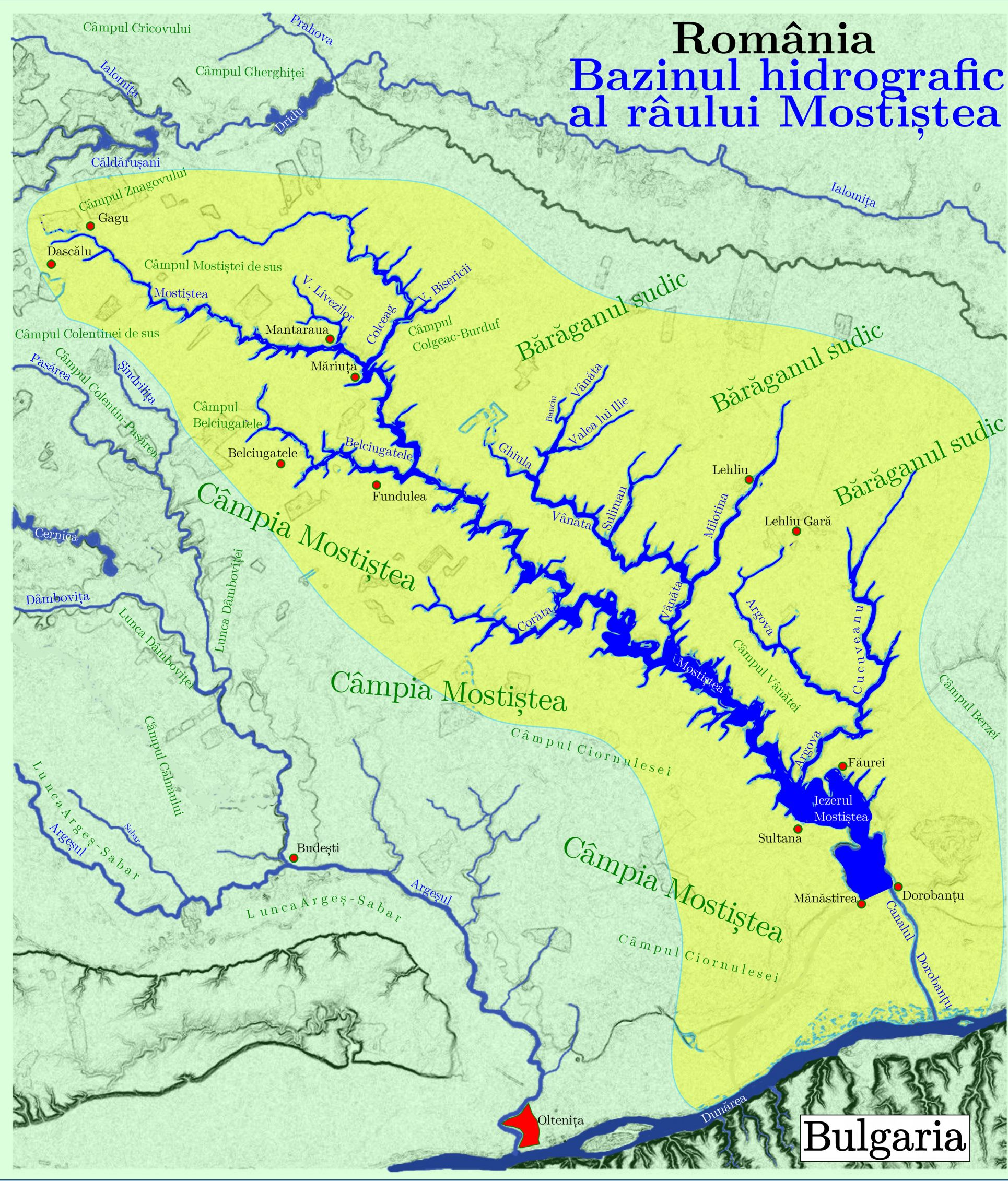
Localitatea Sultana în bazinul hidrografic al râului Mostiștea

Așezarea de tip tell de la Sultana-Malul Roșu se găsește pe malul drept al Iezerului Mostiștei, pe un promontoriu de terasă care se ridică deasupra apei. În ziua de astăzi, așezarea pare a avea o apărare naturală, ea remarcându-se foarte ușor de restul terasei. Situl arheologic este mărginit la nord-vest de o văioagă foarte îngustă, cu pante foarte abrupte, de circa 60 de grade, greu accesibile și rupte, și sud-est de o vale adâncă cu pantă abruptă, peste 45 de grade. La sud-vest, tell-ul este separat de restul terasei de o alveolare care prezintă pante mici, care chiar induce idee că pe aici se făcea accesul spre o așezare. Nord-estul tell-ului este astăzi un perete vertical care se ridică la o înălțime de 40 metri deasupra apei lacului. Latura aceasta este cea mai supusă eroziunii cauzată în primul rând de vânturile din partea de nord-est și mai apoi de apele lacului. Configurația existentă este una naturală, deci o consecință directă a factorilor de mediu. De remarcat este faptul că amplasamentul așezării este cu totul neobișnuit pentru așezările de tip tell, ele fiind plasate de obicei la baza teraselor și nu pe coama lor cum este cazul sitului de aici.
Procesele de eroziune au determinat în cazul așezării de la Sultana o degradare puternică, previzibilă pentru că, Ion Andrieșescu a estimat încă din anul 1923 că axul lung nord-est -- sud-vest avea 130 metri. Astăzi, același ax are doar 35-40 metri, în timp ce axul scurt sud-est -- nord-vest măsoară azi 25-30 metri, cam aceleași ca cel inițiale, deoarece nu se observă procese de eroziune în această direcție. Așezarea de la Sultana-Malul Roșu are o altitudine față de nivelul mării de 44-45 metri.

## Istoricul cercetărilor
Așezarea de la Sultana-Malul Roșu joacă un loc important în arheologia și contextul eneoliticului din România și din Europa de Sud-Est, Bulgaria și Grecia, zone de răspândire a Culturii Gumelnița. Un cumul de factori subiectivi, dar și obiectivi, au făcut din păcate, ca acest sit arheologic să pătrundă mai greu în media de specialitate, deci să fie mai puțin cunoscut. Asta s-a întâmplat în pofida faptului că în acest loc s-au descoperit artefacte într-una dintre cele mai bogate și mai spectaculoase locuiri umane, descoperite până acum, din cadrul culturii Kodjadermen-Gumelnița-Karanovo.

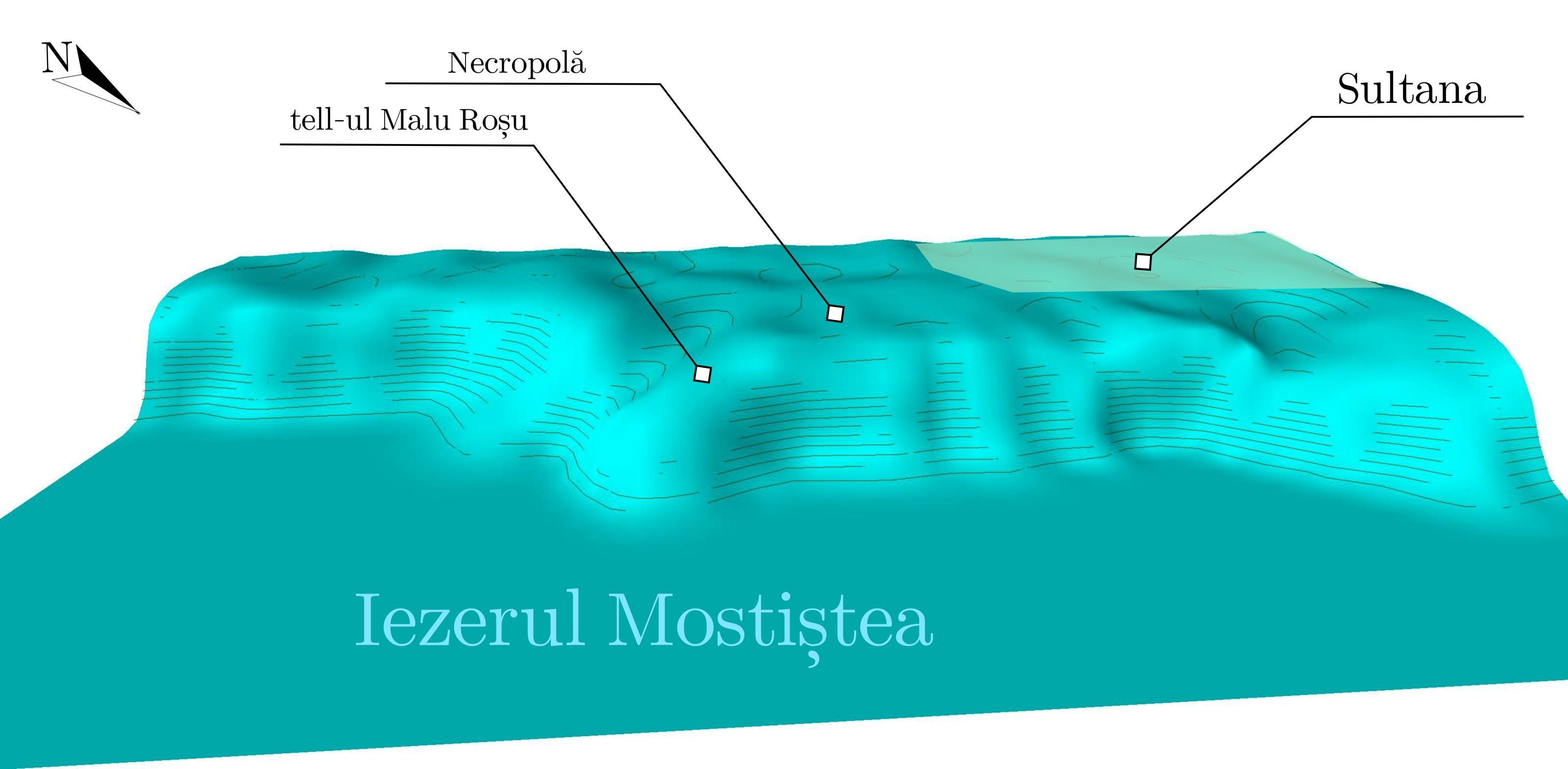
Sultana-Malu Roșu - modelare 3D

Sultana-Malul Roșu face parte din începuturile școlii românești de arheologie, acest sit fiind primul tell aflat în Lunca Dunării care a fost cercetat științific. Primele săpături le-a întreprins, în anul 1923, profesorul Ion Andrieșescu împreună cu Valentin Dumitrescu, care era asistentul lui la Muzeul Național de Antichități din București. Rezultatele expediției au fost publicate de Andrieșescu într-o serie numeroasă de rapoarte arheologiceîn revista Dacia în anul 1924.
După perioada de start a cercetărilor, s-au întreprins în perioada anilor 1955-1966, trei campanii de săpături organizate și conduse de muzeele de profil din Oltenița și Călărași. Din păcate, nu au rămas istoriei niciun rezultat care să fie publicat. Astfel, prin consultarea carnetelor lui Niță Anghelescu, director al Muzeului din Călărași, nu s-au găsit prea multe date referitoare la aceste săpături. Campaniile din acea perioadă  nu au vizat așezarea tip tell gumelnițean, ci s-au concentrat asupra a mai multor obiective care se află în această regiune, situri care aparțin altor culturii și nu a celei de tip Gumelnița. S-au găsit date care aminteau de bordeiele culturii Boian-Giulești, aflate în zona de pompare și despre alte complexe arheologice de tip Boian de pe malul Mostiștei aflate limitrof localității Sultana, în partea de nord-vest. Caietele lui Anghelescu se află astăzi la Muzeul Dunării de Jos din Călărași.
În anul 1972 au fost demarate mai multe lucrări de îmbunătățiri funciare pe întreg parcursul râului Mostiștea. Acestea au dus la afectarea mai multor situri arheologice, printre care și cel de la Sultana. Cu toate acestea, lucrările de amenajare au determinat și organizarea de expediții arheologice care au făcut ample studii de teren, al căror rezultat a fost că, s-au identificat circa 130 de situri noi pe întreg bazinului hidrografic al Mostiștei.
Constantin Isăcescu a început la Sultana-Malul Roșu în 20 septembrie 1974 o serie de săpături de salvare a sitului pe o suprafață semnificativă a lui. Cercetările au continuat până la mijlocul deceniului al optulea al secolului al XX-lea, însă majoritatea rezultatelor nu s-au transmis posterității, au fost publicate doar trei articole cu caracter general. Cu toate că informațiile care s-au acumulat de-a lungul timpului, la Sultana-Maul Roșu s-au descoperit materiale spectaculoase precum „Zeița de la Sultana”, „Vasul cu îndrăgostiți” sau tezaurul de aur ce poate fi văzut la Muzeul Civilizației Gumelnița de la Oltenița. Ca urmare, în anul 2001, Radian Andreescu împreună cu un colectiv numeros a reluat cercetările și săpăturile la acest sit. Cercetările lui Andreescu s-au încadrat pe studiul locuirilor neolitice de pe Valea Mostiștei, acest proiect fiind unul care a făcut parte dintr-un program complex de cercetare a neo/eneoliticului din sudul României, intitulat Începuturile civilizației europene, Neo/eneoliticul la Dunărea de Jos. Acest program a fost coordonat de Muzeul Național de Istorie a României sub conducerea științifică a lui Cătălin Lazăr de la Institutul de Cercetări al Universității din București (ICUB).
Începând din anul 2002, au fost deschise zone de sondare a terasei din apropierea tell-ului, sperându-se identificarea necropolei. Zona avută în vedere era pe terasa înaltă a Iezerului Mostiștea și avea o suprafață de circa 2,7 ha. Având în vedere mărimea suprafeței, demersul propus a fost unul destul de dificil. În anul 2003, pentru a eficientiza căutările, s-au făcut prospecțiuni electrice și geomagnetice, asta în paralel cu alte săpături arheologice. De abia în anul 2006 a fost identificată necropola care aparține așezării de la Sultana-Malul Roșu. Din 2006 până în 2016 au fost studiate 99 de morminte de înhumație.

## Stratigrafia
În situl arheologic de la Sultana-Malul Roșu sunt prezente toate cele trei faze ale culturii Gumelnița. Grosimea acestui nivel este de circa patru metri în estul așezării și de 2.5 - 2.6 metri în partea vestică. Straturile Gumelnița au următoarea structură:

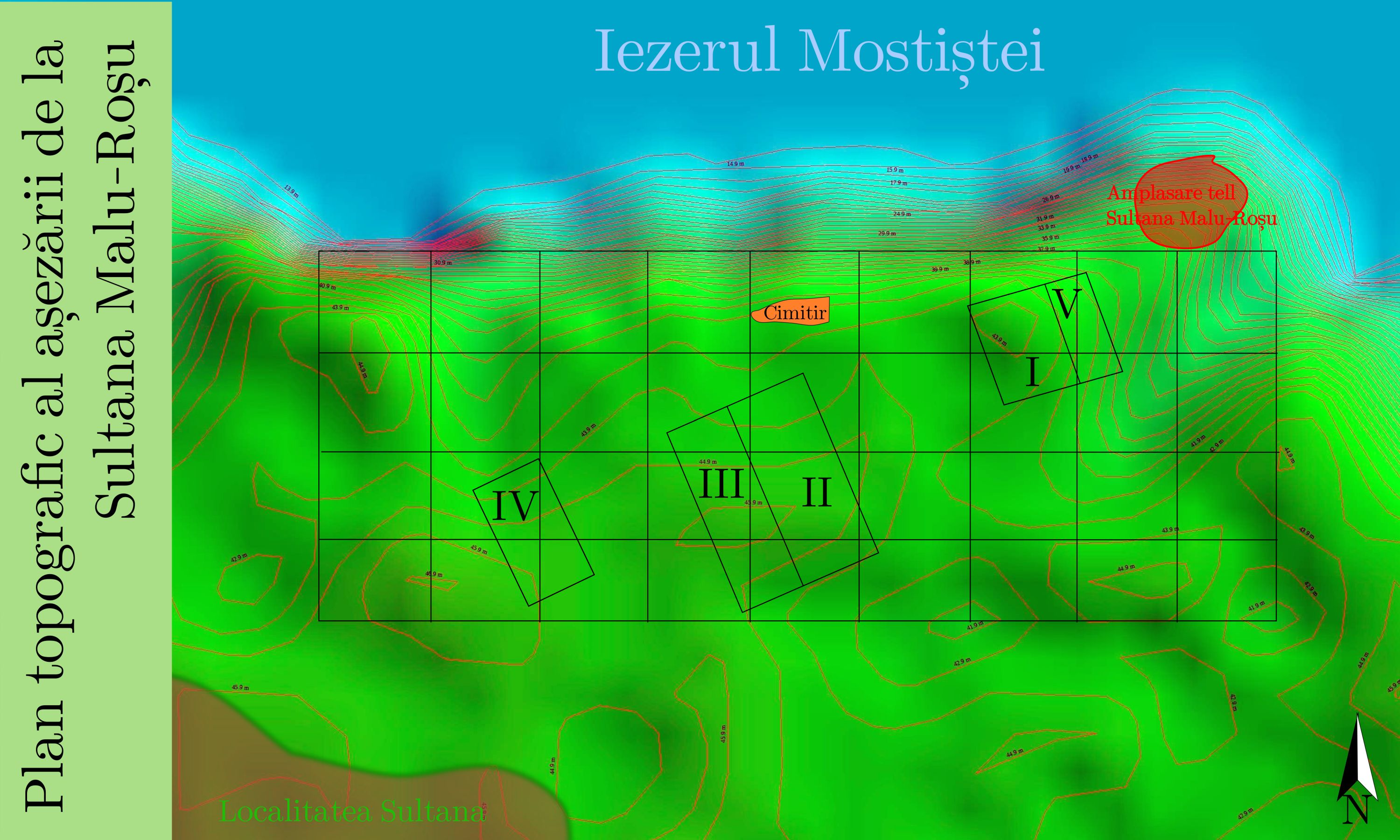
tell-ul de la Sultana - Malu Roșu

- faza A1 are un nivel destul de sărac cu o grosime de 0.70 metri. Pe alocuri stratul are aspectul unor descoperiri sporadice;[18]
- faza A2 are un nivel consistent de circa doi metri, fapt care induce ideea că aceasta a fost perioada de înflorire maximă a acestei așezări în epoca culturii Gumelnița;[18]
- faza B1 este similară ca reprezentare cu faza A1, nivelul ei nedepășind un metru grosime.[18]

În restul pământului vegetal se găsesc fragmente de ceramică specifică Gumelnița B1 și pe alocuri apar fragmente ceramice aferente culturii Cernavodă II. Rezultate cercetărilor recente au dezvăluit faptul că la primul nivel de locuire Gumelnița B1 se găsesc distrugeri structurale cauzate de cercetări mai vechi, de numeroase bioturbații și de intervenții posterioare a unor morminte datate în epoca bronzului.
Stratigrafia relevă că pe stratul culturii Gumelnița, pe toată suprafața tell-ului, locuirea este distribuită inegal. Se poate observa că în partea de vest unde depunerile antropice sunt mai puține, deci nivelul este mai subțire, fazele de locuire A1 și B1 sunt slab evidențiate. Constantin Isăcescu a afirmat după decoperirile din anul 1982 că faza A2 avea o prezență superficială pe întreaga suprafață a așezării. Concluzia lui a fost că zona cea mai locuită era în partea de est și că partea de vest era folosită pentru adăpostirea animalelor și pentru construcții anexe. Săpăturile care s-au efectuat după anul 2000 au adus o lămurire  a situației și au demonstrat că întregul tell relevă o ocupare aproape integrală. Argumentele aduse de Theodor Ignat și Radian Andreescu au fost locuințele 5, 6, 7, care se află exact în zona pe care Isăcescu a atribuit-o zonei animalelor. În săpăturile recente s-au găsit de altfel și urmele șanțurilor pe care le-a cercetat Isăcescu. De menționat este că niciunul din ele nu arăta o epuizare stratigrafică. Drept urmare, unul din ele s-a oprit exact peste rămășițele neincendiate ale locuinței numărul 7.

## Cronologie relativă și absolută

Siturile arheologice de pe Valea Mostiștei -- Boian, Gumelnița, Hallstatt, Cernavodă, La Tène, Sântana de Mureș, Dridu etc.
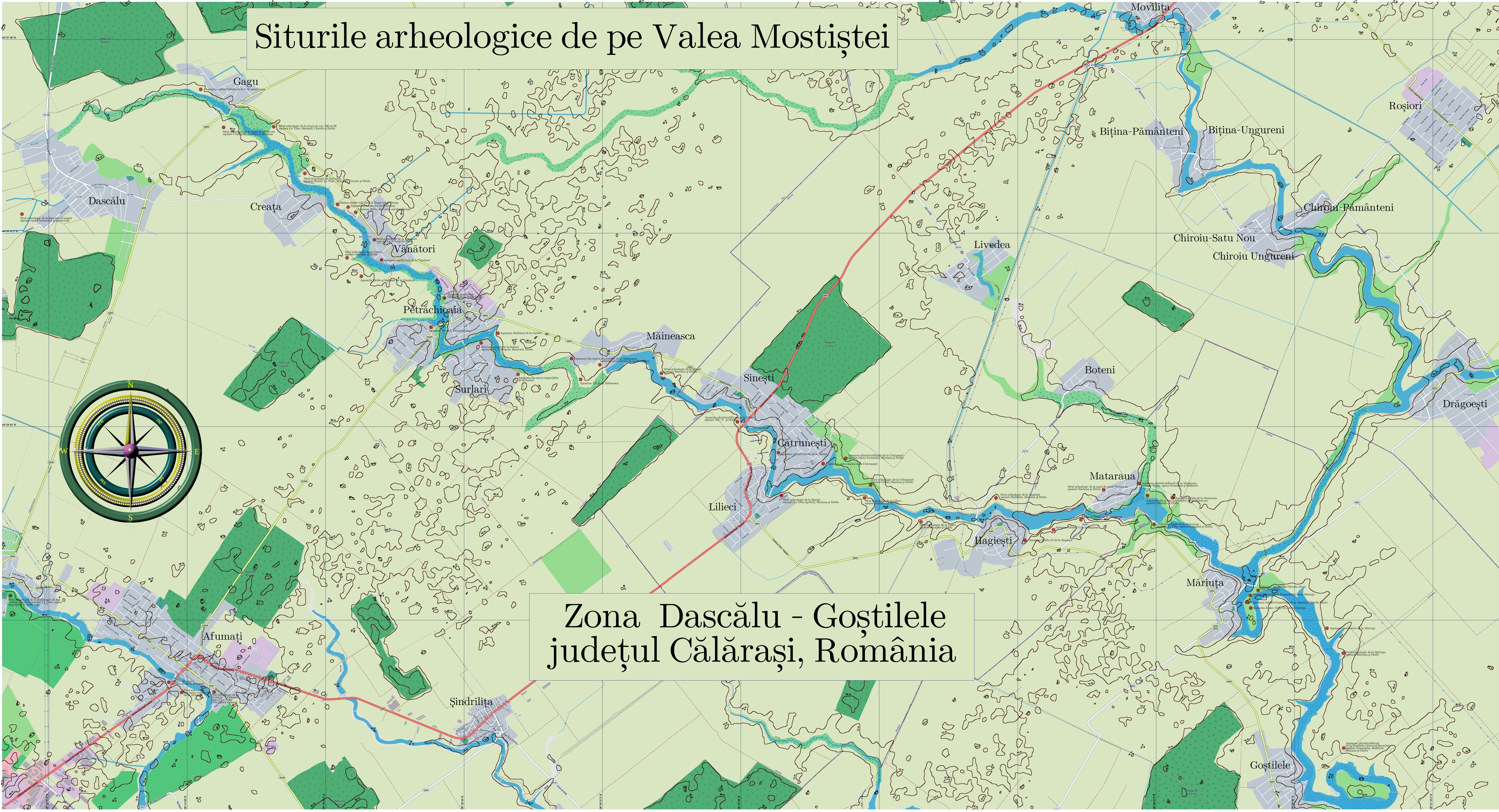
... zona Dascălu - Gostilele
... zona Cojești/Gostilele - Gurbănești
... zona Gurbănești-Valea Argovei-Frăsinet
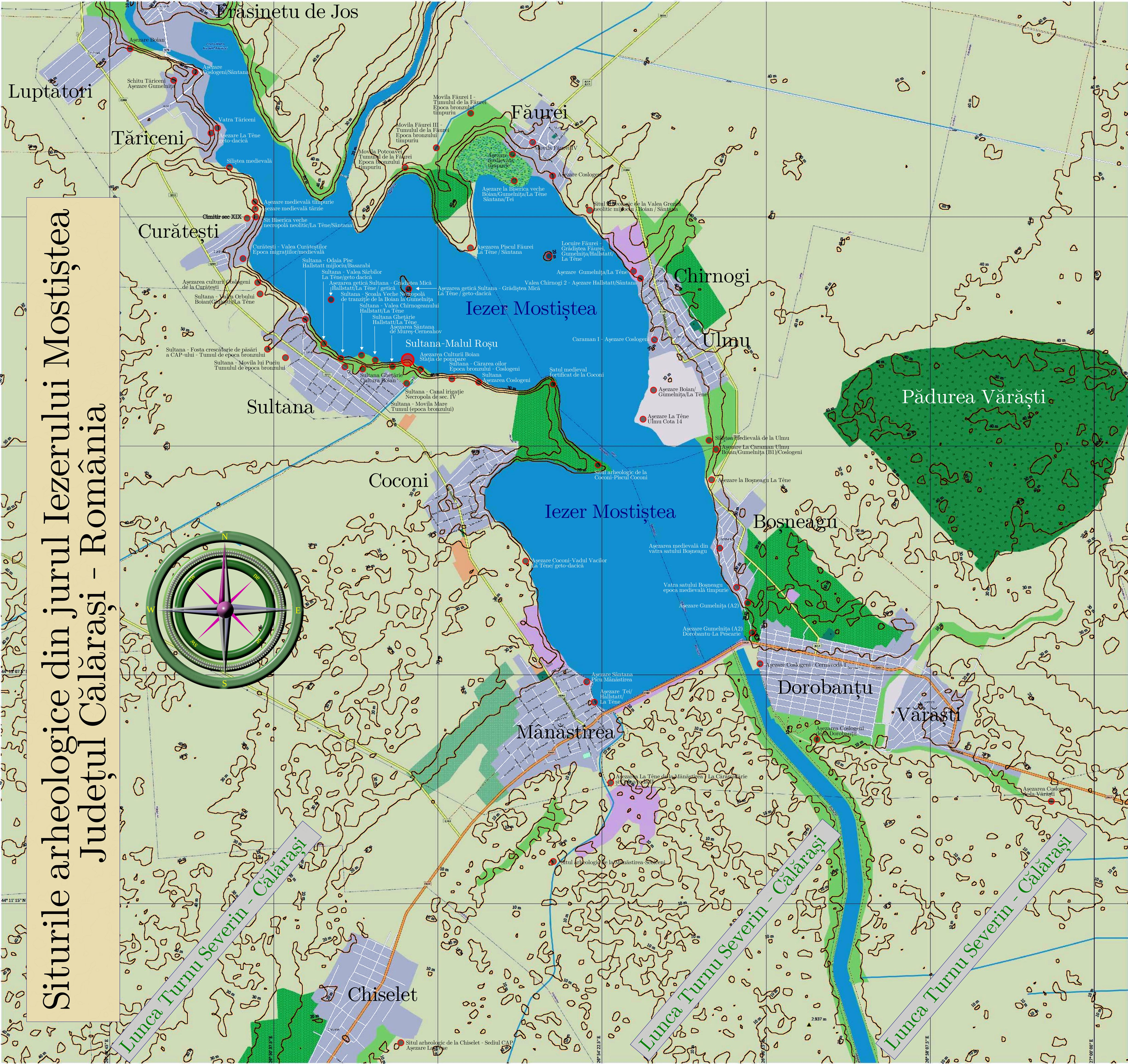
... din jurul Iezerului Mostiștea